# Gaspard de Bernard de Marigny
Gaspard Augustin René Bernard de Marigny (Luçon, 2 novembre 1754 – Combrand, 10 luglio 1794) è stato un generale francese, in seguito alla Rivoluzione, diventerà un capo vandeano dell'Esercito cattolico e reale. Era cugino del generale repubblicano Bouin de Marigny.

## Biografia
Prima della rivoluzione, era tenente di vascello e comandò, nel 1784, la spedizione navale inviata contro il forte portoghese di Cabinda. Nel 1792, partecipa alla difesa del Palazzo delle Tuileries con Louis Marie de Lescure e Henri de La Rochejaquelein. Quando scoppiarono le Guerre di Vandea, raggiunse il campo dell'esercito vandeano e divenne il comandante dell'artiglieria.
Si distinse soprattutto nella Battaglia di Thouars, nella Battaglia di Saumur ed in occasione della Virée de Galerne. Nell'aprile 1794, firmò un trattato d'alleanza con François Charette, Jean Nicolas Stofflet e Charles Sapinaud. Ma si unì a Stofflet, che volle dargli un ruolo secondario e per questo Marigny lasciò l'esercito vandeano
Venne quindi organizzato un consiglio di guerra per giudicarlo, e il 25 aprile 1794 verrà condannato a morte in contumacia per tradimento, con 22 voti favorevoli, tra cui quelli di Charette e di Stofflet, contro 10 contrari, tra cui quello di Sapinaud. 
Marigny nel frattempo aveva continuato da solo a combattere le truppe repubblicane, ma poco dopo cadde malato e si rifugiò nel castello de La Girardière, vicino a Combrand. Verrà poi trovato dagli uomini di Stofflet e fucilato. Il resto del suo esercito raggiunse successivamente Sapinaud, che aveva votato contro l'esecuzione.